# Eagan
Eagan är en stad söder om Saint Paul i Dakota County i den amerikanska delstaten Minnesota. Staden ligger vid Minnesotafloden, uppströms från sammanflödet med Mississippifloden. Eagan ingår i storstadsområdet Minneapolis-Saint Paul,. Folkmängden i Eagan uppgick 2010 till 64 206 invånare.

### Fotnoter
1. ↑  ”2010 Census Redistricting Data (Public Law 94-171) Summary File”. American FactFinder. United States Census Bureau. Arkiverad från originalet den 21 juli 2011. https://web.archive.org/web/20110721034521/http://factfinder2.census.gov/faces/tableservices/jsf/pages/productview.xhtml?pid=DEC_10_PL_GCTPL2.ST13&prodType=table. Läst 27 april 2011.